# Thèze (Fluss)
Die Thèze ist ein Fluss in Frankreich, der in den Regionen Okzitanien und Nouvelle-Aquitaine verläuft. Sie entspringt im Gemeindegebiet von Saint-Caprais, entwässert generell Richtung Südwest und mündet nach rund 27 Kilometern beim Ort Condat, im Gemeindegebiet von Fumel als rechter Nebenfluss in den Lot. Auf ihrem Weg berührt die Thèze die Départements Lot und Lot-et-Garonne.

## Orte am Fluss
- Saint-Caprais
- La Thèze, Gemeinde Frayssinet-le-Gélat
- Cassagnes
- Montcabrier
- Saint-Martin-le-Redon
- Condat, Gemeinde Fumel